# Bobolice
Bobolice este un oraș în Polonia.